# Дельта-модуляция
Де́льта-модуля́ция (ДМ) — способ преобразования аналогового сигнала в цифровую форму.
Метод дельта-модуляции был изобретён в 1946 г.

Преобразование сигнала при дельта-модуляции.
Вход — преобразуемый сигнал.
Пределы — пороги переключения компаратора.
Вых. интегратора — выходной сигнал интегратора преобразователя.

## Принцип работы
В каждый момент отсчёта преобразуемый сигнал сравнивается с пилообразным напряжением на каждом шаге дискретизации. Пилообразное напряжение поступает из интегратора, который замыкает цепь обратной связи дельта-модулятора. Таким образом, поступающий в сумматор сигнал сравнивается со значением сигнала в конце предыдущего шага дискретизации. Если в момент сравнения текущая величина сигнала превышает мгновенное значение пилообразного напряжения (выходное напряжение интегратора), то последнее нарастает до следующей точки дискретизации, в противном случае оно спадает. В простейшей системе модуль скорости изменения пилообразного напряжения сохраняется неизменным в процессе преобразования. Полученный бинарный сигнал можно рассматривать как производную от пилообразного напряжения. Выбирая достаточно малым значение шага Δ, можно получить любую заданную точность представления сигнала.
Фактически, дельта-модуляция представляет собой разновидность другого, более известного, способа преобразования — импульсно-кодовой модуляции (ИКМ), в которой число уровней квантования равно двум. При ДМ по каналу связи передаётся не абсолютное значение сигнала, а разность между исходным аналоговым сигналом и аппроксимирующим напряжением (сигнал ошибки). По сравнению с конкурирующими методами, ИКМ и АДИКМ, дельта-модуляция характеризуется меньшей сложностью технической реализации, более высокими помехозащищённостью и гибкостью изменения скорости передачи.
Преимущество дельта-модуляции по сравнению, например, с ИКМ, которая также генерирует бинарный сигнал, заключается не столько в реализуемой точности при заданной частоте дискретизации, сколько в простоте реализации.
Основной недостаток ДМ состоит в том, что при быстрых изменениях сигнала дельта-кодер не успевает отслеживать изменения его уровня, вследствие чего возникает так называемая "перегрузка по крутизне". Существует большое число разновидностей ДМ, в которых используются различные способы устранения этого вида искажений. Большинство из них основаны на использовании мгновенного или инерционного компандирования аналогового сигнала, либо адаптивного изменения ступеньки аппроксимирующего напряжения в соответствии с крутизной входного сигнала.

## Преобразование сигнала при дельта-модуляции

Блок-схема Δ-модулятора/демодулятора

Пилообразное напряжение можно восстановить из бинарного сигнала путём интегрирования, а более гладкая аппроксимация достигается последующим пропусканием сигнала через фильтр нижних частот. Скорость передачи цифровых кодов, необходимую для получения заданного качества, можно значительно уменьшить, используя, например, линейное кодирование с предсказанием.
Структурные схемы модема, то есть модулятора и демодулятора (ДМ) линейной дельта-модуляции показаны на рисунке. Входной аналоговый (например, речевой) сигнал ограничивается по спектру полосовым фильтром с нижней и верхней частотами среза {\displaystyle f_{L}} и {\displaystyle f_{H}}. Этот сигнал преобразуется дельта-модулятором в двоичную последовательность импульсов, которая с помощью интегратора, включенного в цепи обратной связи, преобразуются обратно в аналоговый сигнал и вычитается из входного сигнала. В результате формируется сигнал рассогласования. Последний кодируется одним из двух возможных уровней квантования в зависимости от его полярности. В результате кодирования на выходе устройства квантования формируется выходная двоичная последовательность импульсов, которой представляется знак разности между входным сигналом и сигналом обратной связи.
Процесс ДМ является линейным, потому что местный декодер, то есть интегратор, является линейным устройством (под местным декодером далее понимается схема, включенная в цепи обратной связи модулятора. При линейной ДМ это всего лишь интегратор, но в иных случаях могут быть весьма сложные схемы, например в адаптивных модуляторах).
При безошибочной передаче, двоичные импульсы восстанавливаются на приёмной стороне и поступают на местный декодер (интегратор) для формирования сигнала, который отличается от исходного на сигнал ошибки в модуляторе. Выходной демодулированный сигнал получается после фильтра нижних частот (ФНЧ), включенного на выходе местного декодера с целью устранения высокочастотных составляющих шума квантования.
Дельта-модулятор функционирует как аналого-цифровой преобразователь, который аппроксимирует аналоговый сигнал {\displaystyle x(t)} линейной ступенчатой функцией. Для обеспечения хорошей аппроксимации сигнал {\displaystyle x(t)} должен меняться медленно относительно скорости стробирования. Это требует, чтобы его частота дискретизации была бы в несколько раз (не менее 5) больше частоты Найквиста - Котельникова.
Если в некоторой тактовой точке сигнал ошибки (сигнал рассогласования) {\displaystyle e(t)>0,}  на выходе дельта-модулятора появится положительный импульс. В результате интегрирования этого импульса аппроксимирующее напряжение  увеличивается на одну положительную ступеньку. Это приращение напряжения {\displaystyle y(t)} далее вычитается из сигнала {\displaystyle x(t),} и, тем самым, изменяется абсолютное значение сигнала ошибки. До тех пор, пока {\displaystyle e(t)>0,} в последующих тактах будет формироваться непрерывная последовательность положительных импульсов. В конце концов, аппроксимирующее напряжение {\displaystyle y(t)} окажется больше исходного сигнала {\displaystyle x(t)} и сигнал ошибки {\displaystyle e(t)} в этом такте изменит знак. Поэтому на выходе модулятора появится отрицательный импульс, что приведёт к уменьшению аппроксимирующего напряжения {\displaystyle y(t)=f(t)} на один шаг квантования {\displaystyle \Delta .} Следовательно, дельта-модулятор стремится минимизировать сигнал ошибки.
Модулятор стремится сформировать такую структуру последовательности {\displaystyle L(n),} чтобы её среднее значение было примерно равно среднему значению крутизны гармонического сигнала за короткий интервал времени. Одиночный импульс последовательности {\displaystyle L(n)} формирует на выходе интегратора перепад аппроксимирующего напряжения с амплитудой {\displaystyle \Delta =V\cdot \tau } вольт. Тогда на интервале длительностью {\displaystyle T} среднее значение последовательности {\displaystyle L(n)} может быть теперь записано как {\displaystyle 0,4\cdot {\frac {\Delta }{T}}.} Изменение же исходного сигнала {\displaystyle x(t)} за тот же интервал времени составляет ЗА, что соответствует средней крутизне {\displaystyle 0,3\cdot {\frac {\Delta }{T}},} являющейся приближением к среднему значению последовательности {\displaystyle L(n).}
{\displaystyle y(t)}
Если {\displaystyle \Delta }Δ мало, а {\displaystyle f_{d}} велико, то это приближение улучшается. На интервале времени в 10 тактов между моментами {\displaystyle t_{3}} и {\displaystyle t_{4}} крутизна сигнала {\displaystyle x(t)} равна {\displaystyle 0,1\cdot {\frac {\Delta }{T}},} а среднее значение последовательности {\displaystyle L(n)} равно {\displaystyle 0,2\cdot {\frac {\Delta }{T}}.} Однако, если среднее значение последовательности {\displaystyle L(n)} вычисляется на интервале между моментами {\displaystyle t_{5}} и {\displaystyle t_{6},} то оно равно нулю, тогда как средняя крутизна сигнала {\displaystyle x(t)} свидетельствует о целесообразности минимизации величины Δ при условии, что сохраняется возможность слежения за исходным сигналом {\displaystyle x(t).}

## Демодулятор
Демодулятор линейной ДМ состоит из интегратора и полосового фильтра. Предполагая, что передача последовательности {\displaystyle L(n)} осуществляется без ошибок, в результате её восстановления на приёмной стороне получим аппроксимирующее напряжение {\displaystyle y(t).} Этот сигнал {\displaystyle y(t)} тождественен сигналу обратной связи в модуляторе.
Поскольку сигнал {\displaystyle y(t)} отличается от исходного сигнала {\displaystyle x(t)} на относительно небольшое значение сигнала ошибки {\displaystyle e(t),} то можно заключить, что сигнал на выходе интегратора демодулятора является хорошим воспроизведением исходного аналогового сигнала. Ступенчатая форма сигнала {\displaystyle y(t)} сглаживается при прохождении этого сигнала через фильтр с полосой пропускания, равной полосе частот сигнала, то есть  входной и выходной фильтры можно считать идентичными. Дальнейшее упрощение в демодуляторе связано с заменой выходного полосового фильтра фильтром нижних частот. Это связано с тем, что шум ниже частоты {\displaystyle f_{L}} в общем не очень существенен.
Простота демодулятора линейной ДМ является одним из достоинств, особенно когда интегратор  достаточно построить всего на одном резисторе и одном конденсаторе.